# Lijst van parochies in het bisdom Ribe
Deze pagina bevat een overzicht van parochies van het bisdom Ribe in Denemarken. Het bisdom telt 213 parochies (hieronder 217).
- Abild (parochie)
- Ådum (parochie)
- Agerbæk (parochie)
- Agerskov (parochie)
- Ål (parochie)
- Alslev (parochie, Varde)
- Andst (parochie)
- Ansager (parochie)
- Årre (parochie)
- Arrild (parochie)
- Askov (parochie)
- Åstrup (parochie, Vejen)
- Bække (parochie)
- Ballum (parochie)
- Bedsted (parochie, Tønder)
- Billum (parochie)
- Blåhøj (parochie)
- Bølling (parochie)
- Børsmose Kirkedistrikt
- Bramming (parochie)
- Brande (parochie)
- Branderup (parochie)
- Brede (parochie)
- Brejning (parochie)
- Brøns (parochie)
- Brørup (parochie)
- Bryndum (parochie)
- Bur (parochie)
- Burkal (parochie)
- Bylderup (parochie)
- Daler (parochie)
- Darum (parochie)
- Dejbjerg (parochie)
- Døstrup (parochie, Tønder)
- Egvad (parochie, Ringkøbing-Skjern)
- Emmerlev (parochie)
- Emmerske Kirkedistrikt
- Fåborg (parochie, Varde)
- Farre Kirkedistrikt
- Farup (parochie)
- Faster (parochie)
- Filskov (parochie)
- Finderup Kirkedistrikt
- Fjelstervang Kirkedistrikt
- Folding (parochie)
- Fole (parochie)
- Føvling (parochie, Vejen)
- Gadbjerg (parochie)
- Gammel (parochie)
- Gesten (parochie)
- Give (parochie)
- Givskud (parochie)
- Gjesing (parochie, Esbjerg)
- Gørding (parochie, Esbjerg)
- Gørding (parochie, Holstebro)
- Gram (parochie)
- Grene (parochie)
- Grimstrup (parochie)
- Grindsted (parochie)
- Grundtvigs (parochie)
- Guldager (parochie)
- Hanning (parochie)
- Haurvig Kirkedistrikt
- Hee (parochie)
- Hejnsvig (parochie)
- Hemmet (parochie)
- Henne (parochie)
- Herborg (parochie)
- Hjerpsted (parochie)
- Hjerting (parochie, Esbjerg)
- Hjerting (parochie, Vejen)
- Hjortlund (parochie)
- Ho (parochie)
- Hodde (parochie)
- Højer (parochie)
- Højst (parochie)
- Holmsland Klit (parochie)
- Holsted (parochie, Vejen)
- Horne (parochie, Varde)
- Hostrup (parochie, Esbjerg)
- Hostrup (parochie, Tønder)
- Hovborg Kirkedistrikt
- Hoven (parochie)
- Hover (parochie, Ringkøbing-Skjern)
- Hunderup (parochie)
- Husby (parochie, Holstebro)
- Hviding (parochie)
- Janderup (parochie)
- Jerne (parochie)
- Jernved (parochie)
- Johanneskirken Kirkedistrikt
- Kalvslund (parochie)
- Kvaglund (parochie)
- Kvong (parochie)
- Læborg (parochie)
- Langelund Kirkedistrikt
- Lem Sydsogns Kirkedistrikt
- Lindeballe (parochie)
- Lindknud (parochie)
- Lintrup (parochie)
- Løgumkloster (parochie)
- Lønborg (parochie)
- Lønne (parochie)
- Lunde (parochie, Varde)
- Lydum (parochie)
- Lyne (parochie)
- Lyngvig Kirkedistrikt
- Madum (parochie)
- Malt (parochie)
- Mandø (parochie)
- Mjolden (parochie)
- Møgeltønder (parochie)
- Mosevrå Kirkedistrikt
- Næsbjerg (parochie)
- No (parochie)
- Nollund Kirkedistrikt
- Nordby (parochie, Fanø)
- Nørre Bork (parochie)
- Nørre Løgum (parochie)
- Nørre Nebel (parochie)
- Nørre Omme (parochie)
- Nørre Vium (parochie)
- Nørup (parochie)
- Ny (parochie)
- Obbekær (parochie)
- Oksby (parochie)
- Ølgod (parochie)
- Ølstrup (parochie)
- Øse (parochie)
- Øster Lindet (parochie)
- Øster Nykirke (parochie)
- Ovtrup (parochie, Varde)
- Randbøl (parochie)
- Randerup (parochie)
- Ravsted (parochie)
- Rejsby (parochie)
- Ribe Domsogn
- Rindum (parochie)
- Ringive (parochie)
- Ringkøbing (parochie)
- Roager (parochie)
- Rødding (parochie, Vejen)
- Rømø (parochie)
- Rousthøje Kirkedistrikt
- Sædden (parochie)
- Sædding (parochie)
- Sankt Katharine (parochie)
- Sankt Knuds Kirkedistrikt
- Sankt Peders Kirkedistrikt
- Seem (parochie)
- Skads (parochie)
- Skærbæk (parochie)
- Skærlund Kirkedistrikt
- Skjern (parochie, Ringkøbing-Skjern)
- Skjoldbjerg Kirkedistrikt
- Skodborg (parochie)
- Skovlund (parochie)
- Skrave (parochie)
- Skrydstrup (parochie)
- Sneum (parochie)
- Sønder Bork (parochie)
- Sønder Borris (parochie)
- Sønder Hygum (parochie)
- Sønder Lem (parochie)
- Sønder Nissum (parochie)
- Sønder Omme (parochie)
- Sønder Skast (parochie)
- Sønder Vium (parochie)
- Sønderho (parochie)
- Spandet (parochie)
- Staby (parochie)
- Stadil (parochie)
- Stauning (parochie)
- Stenderup (parochie, Billund)
- Stenderup Kirkedistrikt
- Strellev (parochie)
- Tarm (parochie)
- Thorstrup (parochie)
- Thyregod (parochie)
- Tim (parochie)
- Tinglev (parochie)
- Tirslund (parochie)
- Tistrup (parochie)
- Tjæreborg (parochie)
- Toftlund (parochie)
- Tønder (parochie)
- Torsted (parochie, Ringkøbing-Skjern)
- Treenigheds (parochie)
- Troldhede (parochie)
- Ubjerg (parochie)
- Uhre Kirkedistrikt
- Ulfborg (parochie)
- Urup Kirkedistrikt
- Væggerskilde Kirkedistrikt
- Varde (parochie)
- Vedersø (parochie)
- Veerst (parochie)
- Vejen (parochie)
- Vejrup (parochie)
- Velling (parochie)
- Vemb (parochie)
- Vester (parochie)
- Vester Nebel (parochie, Esbjerg)
- Vester Nykirke (parochie)
- Vester Starup (parochie)
- Vester Vedsted (parochie)
- Vesterhede Kirkedistrikt
- Videbæk (parochie)
- Vilslev (parochie)
- Visby (parochie, Tønder)
- Vodder (parochie)
- Vonge Kirkedistrikt
- Vor Frelsers (parochie, Esbjerg)
- Vorbasse (parochie)
- Vorgod (parochie)
- Vorslunde Kirkedistrikt
- Zions (parochie)